# Церковь Спаса Нерукотворного Образа в Иванькове
Церковь Спаса Нерукотворного Образа в Иванькове — пятиглавый православный храм с трапезной и колокольней, расположенный в северной части Ярославля, в посёлке Иваньково.
Каменная одноглавая церковь Спаса Нерукотворного Образа с тёплым приделом была построена в 1779 году на пожертвования прихожан. Иконостас создан в 1795—1797 году местным резчиком Фёдором Андреевичем Бухвостовым. С 1799 года по 1823 год в Иванькове находилась летняя резиденция ярославских архиепископов. В 1813 году придел во имя мученицы Евдокии переосвящён в честь Покрова Божьей Матери. В первой половине XIX века, в результате перестроек, храм становится пятиглавым, тогда же возводится колокольня. В 1888 году, в 900-летие крещения Руси, у церкви был поставлен «чугунный на каменной тумбе крест со священными изображениями и надписью». В ведомости 1915 года о церкви написано, что «внутри церковь украшена стенным письмом, снаружи — пятнадцатью живописными клеймами». Приход храма включал жителей Иванькова и соседних деревень — Брагино, Овинишково, Фрольцево, Очапки и других — на 1915 год насчитывал 1376 человек.
В 1941 году храм был закрыт, иконы были сожжены прямо внутри храма, здание первратили в склад. После распада колхоза церковь стала разрушаться: в средней, части, где ныне находится Покровский придел, обрушился свод, стены местами были разобраны до половины. Также разобрали ограду кладбища, с которого были увезены все мраморные надгробья. В 1989 году храм передали Русской Православной Церкви, а в мае 1996 года архиепископ Ярославский и Ростовский Михей освятил Покровский придел, где до полного восстановления храма совершались богослужения.